# A Little Ain't Enough
A Little Ain't Enough treći je (LP) studijski album američkog rock vokala Davida Lee Rotha koji izlazi u siječnju 1991.g. Na albumu se uz brojne glazbenike na prvoj gitari pojavljuje vrlo talentirani Jason Becker koji je zamijenio Steve Vaia. Međutim Beckeru je za vrijeme snimanja albuma dijagnosticirana bolest ALS, u svijetu još poznata kao bolest Loua Gehriga, tako da je jako teško završio snimanje, svirajući na posebnim žicama.
Na albumu se nalazi dvanaest kompozicija a njihov producent je Bob Rock.

## Popis pjesama
1. "A Lil' Ain't Enough" (Nevil, David Lee Roth) – 4:41
2. "Shoot It" (Bissonette, Nevil, Roth, Brett Tuggle) – 4:13
3. "Lady Luck" (Goldy, Roth) – 4:41
4. "Hammerhead Shark" (Lowen, Roth, Sturges) – 3:34
5. "Tell the Truth" (Hunter, Roth, Tuggle) – 5:18
6. "Baby's on Fire" (Hunter, Roth, Tuggle) – 3:22
7. "40 Below" (Hunter, Roth, Tuggle) – 4:54
8. "Sensible Shoes" (Morgan, Roth, Sturges) – 5:09
9. "Last Call" (Bissonette, Bissonette, Ritchotte, Roth, Tuggle) – 3:22
10. "The Dogtown Shuffle" (Hunter, Roth, Tuggle) – 4:58
11. "It's Showtime!" (Becker, Roth) – 3:46
12. "Drop in the Bucket" (Becker, Roth) – 5:07

## Popis izvođača
- David Lee Roth - harmonika, vokal
- Jason Becker - gitara
- Steve Hunter - ritam gitara
- Paul Baron - limena glazba
- Gregg Bissonette - udaraljke, bubnjevi
- Matt Bissonette - bas-gitara, vokal
- Derry Byrne - limena glazba
- Brian Dobbs - aranžer
- Tom Keenlyside - limena glazba
- Marc LaFrance - prateći vokal
- George Marino - završni rad
- Jim McGillveray - perkusija
- Ian Putz - limena glazba
- Bob Rock - producent miksanja
- Randy Staub - aranžer
- David Steele - prateći vokali
- Chris Taylor - aranžer
- Brett Tuggle - klavijature, vokali
- John Webster - klavijature
- Pete Angelus - ideja, opći utisak
- Jim Pezzullo - Direktor dizajna

## Singlovi
| Godina | Top lista              | Singl                 | Mjesto |
| ------ | ---------------------- | --------------------- | ------ |
| 1991   | Mainstream Rock Tracks | "Sensible Shoes"      | 6      |
| 1991   | Mainstream Rock Tracks | "Tell the Truth"      | 39     |
| 1991   | Mainstream Rock Tracks | "A Lil' Ain't Enough" | 3      |